# ソウル日本人学校園児襲撃事件
ソウル日本人学校園児襲撃事件（ソウルにほんじんがっこうえんじしゅうげきじけん）は、2004年1月29日に大韓民国ソウル特別市江南区で発生した事件。

## 概要
2004年1月29日、ソウル日本人学校前で通学バスから降りた同校の幼稚園児2人が、待ち伏せしていた韓国人の男（慶尚北道在住、無職）に襲われ、うち1人が斧で頭を殴られた。男は別の園児を襲おうとしたが、学校の警備員に羽交い締めにされ、取り押さえられた。
男は、犯行の前日に飲食店で焼酎を飲んだ際に「日本語を話す男3人とけんかになり、腹などを殴られ、腹が立った」ことで犯行を思い立ち、斧は犯行直前に購入した旨を供述した。警察当局は「事件当時、男はまだ酔った状態だった」として、政治的な背景については否定した。また、男の体に暴行の形跡が無く、男の精神状態が不安定で供述内容も一貫性を欠くとして、供述の信用性は低いと判断した。
犯人が過去に精神疾患の治療を受けていたため、警察は男の精神鑑定を行う一方、殺人未遂容疑で身柄を拘束した。検察は殺人未遂罪で起訴し、同年4月1日ソウル地方法院は犯人に懲役4年の判決を言い渡した。判決では、「抵抗力のない幼稚園児の頭を攻撃したことから、殺意がなかったとは言いがたい」としながらも、心神耗弱状態だったことを認め、量刑を考慮したという。
頭蓋骨陥没骨折の重傷を負った園児は手術を受け回復した。男は事件後メディアの取材に対して「へぇー子供が怪我したのか　でも日本人でしょ」と語っている。
潘基文外交通商相は事件発生当日の1月29日夕刻、阿部正俊外務副大臣に対し、事件について遺憾の意を表した。

## 日本側の対応

### ソウル日本人学校
ソウル日本人学校では、事件翌日の1月30日を臨時休校とした。2月2日から授業を再開したが、授業時間の短縮や全校生徒の一斉下校などの安全措置を取った。

### 日本政府
事件の翌日、文部科学省初等中等教育局国際教育課は世界各地の日本人学校と補習授業校に安全対策再確認の通知を送っている。また、この事件がトラウマとなって心的外傷後ストレス障害を引き起こした子どもや親に対する心のケアが必要であると判断された。日本人学校側の要請もあったため、文部科学省は2月9日から13日の間カウンセリングの専門家を日本より派遣することを発表した。
派遣されたのは学校臨床心理学の研究をしている立正大学講師の小澤康司（2006年現在、立正大学心理学部助教授）であった。小澤は、1999年9月21日の台湾大地震の後には台中市の台中日僑学校で、2001年9月11日のアメリカ同時多発テロ事件の後にはニューヨーク州、ニュージャージー州、コネチカット州の日本人学校をはじめとした多くの在外教育施設でカウンセリングを行った専門家である。
ソウル日本人学校においても、小澤は幼児や小・中学生が理解できるよう、それぞれのレベルに合った方法で説明し、リラクセーション実習を行った。また保護者や園児・児童・生徒のカウンセリングも施した。学校には、危機事態に自己コントロール（セルフ・ケア)できるようなストレスマネジメント教育、教員・保護者など子どもの身近で信頼できる人間によるケア活動、子ども用のストレス・チェックシートや物語絵画療法を導入、といったアドバイスを行った。
小澤は襲撃事件1年後の2005年1月16日、スマトラ島沖地震の被害に遭ったバンコク日本人学校とシンガポール日本人学校でもカウンセリングを行っている。